# Mate Delić
 Mate Delić  (nacido el 29 de septiembre de 1993) es un tenista profesional de Croacia, nacido en la ciudad de Split.

## Biografía
Comenzó a jugar tenis a los seis años, ya que su padre jugaba al tenis por diversión. Los padres son Miroslav y Zeljka; dos hermanos, Domagoj y Duje. Su superficie preferida es la arcilla y su tiro el revés. Su torneo favorito es el Torneo de Umag. Su ídolo en su niñez fue Goran Ivanišević. Sus aficiones incluyen salir con los amigos y ver películas. Su meta en el tenis es alcanzar el Top 20.

## Carrera
Su mejor ranking individual es el N.º 154 alcanzado el 8 de septiembre de 2014, mientras que en dobles logró la posición 348 el 28 de octubre de 2013.
No ha logrado hasta el momento títulos de la categoría ATP ni de la ATP Challenger Tour, aunque sí ha obtenido varios títulos Futures tanto en individuales como en dobles.

### 2014
Clasificó para el Torneo de Düsseldorf, donde alcanzó los cuartos de final perdiendo ante el alemán Philipp Kohlschreiber en tres sets.